# Live in Tokyo (Brad Mehldau-album)

Live in Tokyo från 2004 är ett soloalbum med pianisten Brad Mehldau. Det spelades in under en konsert i Sumida Triphony Hall, Tokyo i februari 2003.

## Låtlista
1. Things Behind the Sun (Nick Drake) – 4:38
2. Intro (Brad Mehldau) – 2:42
3. Someone to Watch Over Me (George Gershwin/Ira Gershwin) – 9:55
4. From This Moment On (Cole Porter) – 7:55
5. Monk's Dream (Thelonious Monk) – 8:00
6. Paranoid Android (Radiohead) – 19:30
7. How Long Has This Been Going On? (George Gershwin/Ira Gershwin) – 9:01
8. River Man (Nick Drake) – 9:00

## Medverkande
- Brad Mehldau – piano

## Listplaceringar
| Lista (2004) | Topplacering |
| ------------ | ------------ |
| Belgien      | 100          |
| Frankrike    | 71           |